# الجبهة الأردنية في حرب 1967
بدأت حرب 1967 على الجبهة الأردنية 5 يونيو فيما يُعرف بنكسة 67 حيثُ اعتبرت إسرائيل أن الأحداث التي تلت حملة سيناء عام 1956 -العدوان الثلاثي- تشكل تهديدًا لأمنها وعليه شنت حربًا على الدول العربية حتى 10 يونيو، وبالنسبة للجبهة الأردنية فتوقفت الحرب يوم 8 يونيو عند إصدار قرار مجلس الأمن رقم 234 بوقف الحرب.

## ما قبل الحرب
في 30 مايو سافر الحسين ملك الأردن إلى مصر ووقع مع جمال عبد الناصر رئيس جمهورية مصر العربية اتفاقية دفاع مشترك، كما طلب الحسين من عبد الناصر إرسال عبد المنعم رياض معه إلى الأردن ليقود الجبهة الأردنية، وليكون مسؤولاً عن القوات الأردنية والقوات العربية المتوقع قدومها من كل من العراق والسعودية.

## الحرب
قامت إسرائيل في صباح الاثنين الخامس من يونيو/حزيران -ولمدة 3 ساعات- بغارات جوية على مصر في سيناء والدلتا والقاهرة ووادي النيل.
كانت الغارات بمثابة ضربة قاضية للقوات العربية كلها فقد كانت تعوّل على الغطاء الجوي المصري في مواجهة إسرائيل.
تلقى الحسين رسالة مهمة في بداية الحرب -بعد القضاء على القوات الجوية المصرية- من رئيس الوزراء الإسرائيلي ليفي أشكول -عبر وسطاء أوروبيين وآخرين أميركيين- يتعهد فيها أشكول بأن إسرائيل لن تهاجم الأردن إذا لم يبدأ الجيش الأردني بالقتال. لكن الحسين رفض ذلك.
بدأت القوات المسلحة الأردنية الساعة 11 صباحا قصف مدن تل أبيب والقدس بالمدفعية وعبرت جنوب القدس، وقام الطيران الأردني بقصف مطارات إسرائيلية. لكنها لم تجد طائرات حربية إسرائيلية، إذ كانت في عمليات جوية ضد الطيران المصري.
وبعد ذلك تحول القصف الجوي الإسرائيلي -بعد أن قضى على القوات الجوية المصرية- إلى الطائرات الأردنية وهي تستعد لغارة ثانية وتتزود بالوقود فدمرتها وأصبحت المملكة الأردنية بدون قوات جوية. وكان المصير ذاته لكل من الطائرات السورية والعراقية. ومع ساعات الظهيرة كانت إسرائيل قد قضت على سلاح الجو العربي كاملاً، قامت القوات الإسرائيلية بعد الظهر بهجوم على الضفة الغربية فعزلت القدس عن الضفة ووصلت إلى جنين.
وانفردت بقصف الجيوش العربية في الجبهتين المصرية والأردنية، حيث واجه الطرف العربي القوات الإسرائيلية من دون أي غطاء جوي يذكر.
في اليوم الثاني شهدت الجبهة قتالًا في كافة أنحاء الضفة الغربية فسقطت نابلس، وبدأت القوات الإسرائيلية تتحرك في اتجاه نهر الأردن مع الدخول في قتال حول القدس الشرقية. ثم في اليوم الثالث احتلت القوات الإسرائيلية القدس الشرقية، ووصلت في العاشرة صباحًا إلى حائط البراق ثم سيطرت تمامًا على المدينة مساءً.
كانت من أشرس وأعنف المعارك التي قادها الجيش الأردني ضد إسرائيل معركة تل الذخيرة بحي الشيخ جراح للدفاع عن القدس، حيث خاضتها كتيبة الحسين الثانية واستُشهِد بها 97 جندي من أصل 101.
يذكر أن لواء من القوات العراقية شارك في الحرب من خلال الجبهة الأردنية، لكن مشاركة العراق وُصفت بأنها كانت غير فاعلة لأن تسارع الأحداث قد سبق دخولها الفعال في الحرب.

## وقف الحرب
على الصعيد الدبلوماسي الدولي صدر قرار مجلس الأمن رقم 234 لتأكيد وقف إطلاق النار الساعة الثامنة مساء 8 يونيو/حزيران، وأعلن الملك حسين قبول وقف إطلاق النار مع إسرائيل بصفة رسمية، فأوقِف إطلاق النار على الجبهة الأردنية.

## ما بعد الكارثة
استولت إسرائيل أثناء الحرب على مساحة شاسعة من البلاد العربية (69 ألفا و347 كلم مربع)، أي أن هزيمة يونيو/حزيران أضافت لإسرائيل ما يعادل 3 أضعاف ونصف ضعف مساحتها التي كانت عليها في الرابع من يونيو/حزيران 1967.
مكنتها هذه المساحات الجغرافية الشاسعة من تحسين وضعها الإستراتيجي وقدرتها على المناورة العسكرية، والاستناد في خططها الدفاعية إلى موانع جغرافية طبيعية مثل مرتفعات الجولان ونهر الأردن وقناة السويس.
وبالنسبة للجبهة الأردنية، فقد احتلت إسرائيل الضفة الغربية بما فيها القدس الشرقية (5878 كلم مربع) عام 1967، وقلصت حدودها مع الأردن من 650 كلم إلى 480 كلم (من بينها 83.5 كلم طول البحر الميت).